# Lürssen-Effekt
Der Lürssen-Effekt beschreibt die Ausnutzung einer hydrodynamischen Besonderheit bei Bootsentwürfen der deutschen Werft Lürssen ab den 1930er Jahren, durch den die Fahreigenschaften verbessert wurden. Die Einrichtungen dazu wurde im Zweiten Weltkrieg auf fast allen deutschen Schnellbooten verbaut.

## Funktionsweise
Bei Rümpfen mit Lürssen-Effekt führen zwei bewegliche Staukeile am Heck bei hohen Geschwindigkeiten zum teilweisen Strömungsabriss. Voraussetzung sind drei Propeller, von denen die beiden äußeren zwei kleinere Stauruder versorgen, die in einem Winkel zur Senkrechten nach außen geneigt im Strom angeordnet sind. Das eigentliche Steuerruder ist größer und befindet sich vor dem mittleren Propeller.
Bei einer Geschwindigkeit von etwa 25 Knoten werden die beiden Stauruder gleichzeitig mittels je eines Handrades und spezieller Ruderpinnen um etwa 30° nach außen gedreht. Dadurch kommt es zu einem Strömungsabriss hinter den Staurudern und es bildet sich ein luftgefüllter Raum in der Heckwelle. Dies verändert auf komplexe Weise die Strömungsstruktur der Heckwelle und der Lürssen-Effekt tritt schlagartig ein. Anschließend kann der Anstellwinkel der Stauruder und damit auch der Strömungswiderstand auf etwa 17°–22° reduziert werden. Aufgrund der unsymmetrischen Strömung, welche die drei Propeller erzeugen, von denen zwei in die gleiche Richtung drehen, muss der Anstellwinkel steuerbords etwas größer eingestellt werden. Bei Geschwindigkeiten von unter 20 Knoten bricht der Effekt wieder zusammen.
Der Lürssen-Effekt tritt plötzlich ein und erzielt drei verschiedene Wirkungen:
1. Das Heck hebt sich um etwa 75 cm an. Durch die horizontalere Lage des Rumpfes im Wasser verbessert sich die Manövrierfähigkeit.
2. Die Geschwindigkeit nimmt um 2 kn zu, weil die veränderte Rumpflage den Strömungswiderstand mindert und gleichzeitig der Wirkungsgrad der Propeller durch die veränderte Anströmung steigt.
3. Die Heckwelle flacht ab und verlagert sich nach hinten. Erst etwa 27 m hinter dem Heck der Boote wirft sich die Heckwelle auf, wodurch die Rumpfgeschwindigkeit um diese Länge erhöht wurde, denn der Abstand von Bug- und Heckwelle begrenzt die Höchstgeschwindigkeit von Verdrängerrümpfen.

## Entwicklung
Aus der Entwicklung einer günstigeren Rumpfform und Bauweise durch die Lürssen-Werft, die hohe Geschwindigkeiten von über 30 kn ermöglichte, ging 1929 das Schnellboot S 1 hervor, die Basis für die Schnellbootwaffe der Kriegsmarine im Zweiten Weltkrieg. Schon dieses Boot konnte aufgrund des günstigen Strömungsverlaufes und einer Abflachung der Heckwelle mit Hilfe eines Staukeils vor der Abrisskante am Heck Geschwindigkeiten jenseits der klassischen Grenze für die Rumpflänge erreichen.
Bei Testfahrten mit dem ersten Serienboot S 2 wurde dann zufällig entdeckt, dass das Boot bei hoher Geschwindigkeit und Hartruderlage nicht mehr auf den Lenkausschlag reagierte, sondern die geschilderten Effekte zeigte. Bei der Suche nach den Ursachen wurden die Grundlagen des Lürssen-Effektes gefunden. Die Boote ab S 2 wurden daraufhin mit den beiden kleinen Rudern neben dem eigentlichen Ruder ausgestattet.